# The Marshall Mathers LP 2
The Marshall Mathers LP 2 es el octavo álbum de estudio del cantante estadounidense Eminem, lanzado el 5 de noviembre de 2013, por Aftermath Entertainment, Shady Records y Interscope Records. Es una secuela del álbum más aclamado de Eminem del año 2000, The Marshall Mathers LP, la producción le tomó un lapso de grabación entre el 2012 y el 2013 y estuvo en las manos de Eminem entre otros productores tales como Rick Rubin, Luis Resto, Emile Haynie, y Alex da Kid. El álbum cuenta con las apariciones especiales de Skylar Grey, Rihanna, Sia y el integrante de Fun, Nate Ruess, y el único rapero del álbum, Kendrick Lamar.
El título del álbum fue revelado durante los  EMAs 2013 el 25 de agosto donde también se mostró una vista previa del primer sencillo del álbum, "Berzerk", el cual fue lanzado dos días después en los Estados Unidos, alcanzando el puesto No. 3 en el Billboard Hot 100. Fue seguido de otros dos sencillos "Survival", lanzado el 8 de octubre, y "Rap God", lanzado el 15 de octubre de 2013. Este sencillo alcanzó el puesto #7, y Survival el puesto #17 en el Hot 100. "The Monster", con la colaboración de Rihanna, fue lanzado como cuarto sencillo el 29 de octubre de 2013, logrando liderar las listas en quince países, entre ellos Australia, Canadá, Francia, Reino Unido y el Hot 100 de los Estados Unidos, vendiendo hasta el 22 de agosto aproximadamente 2 200 000 copias en Estados Unidos y 4 200 000 en todo el mundo.
El álbum ha recibido críticas positivas, destacando las técnicas de rapeo de Eminem, y sus elecciones de producción. Marcó una mayor relevancia comparado con sus últimos álbumes. Al cierre del año, el álbum logró aparecer en el puesto #1 de muchas listas nombradas como el "álbum del año".
En 2023, se publicó la expanded edition del álbum

## Lista de canciones
| N.º   | Título                           | Escritor(es) | Productor(es)                                                                            | Duración |  |
| 1.    | «Bad Guy»                        | Parte 1 escrita por Marshall Mathers, Larry Griffin, Mark Landon, Sarah Jaffe, Walter Murphy Parte 2 escrita por Mathers, Nicholas Warwar, Vinny Venditto, S. Hacker, M. Aiello, Gian Reverberi, Laura Giordano | Parte 1 producida por S1, M-Phazes Parte 2 producida por StreetRunner, Vinny Venditto(*) | 7:14     |  |
| 2.    | «Parking Lot» (skit)             | Mathers | Eminem                                                                                   | 0:55     |  |
| 3.    | «Rhyme or Reason»                | Mathers, Rod Argent | Rick Rubin, Eminem                                                                       | 5:01     |  |
| 4.    | «So Much Better»                 | Mathers, Luis Resto | Eminem, Luis Resto(**)                                                                   | 4:21     |  |
| 5.    | «Survival»                       | Mathers, Khalil Abdul Rahman, Erik Alcock, Liz Rodrigues, Pranam Injeti, Mike Strange | DJ Khalil                                                                                | 4:32     |  |
| 6.    | «Legacy»                         | Mathers, Polina Goudieva, David Brook, Emile Haynie | Emile                                                                                    | 4:56     |  |
| 7.    | «Asshole» (con Skylar Grey)      | Mathers, Alexander Grant, Holly Hafermann, Resto | Alex da Kid, Eminem(**)                                                                  | 4:48     |  |
| 8.    | «Berzerk»                        | Mathers, William Squier, Adam Horovitz, Adam Yauch, Rick Rubin, Joseph Modeliste, Arthur Neville, Cyril Neville, Vincent Brown, Anthony Criss, Keir Gist                                                        | Rick Rubin                                                                               | 3:58     |  |
| 9.    | «Rap God»                        | Mathers, Bigram Zayas, Matthew Delgiorno, Hacker, Douglas Davis, Richard Walters, Dania Birks, Juana Burns, Juanita Lee, Fatima Shaheed, Kim Nazel                                                              | DVLP, Filthy(*)                                                                          | 6:03     |  |
| 10.   | «Brainless»                      | Mathers, Resto | Eminem, Luis Resto(**)                                                                   | 4:46     |  |
| 11.   | «Stronger Than I Was»            | Mathers, Resto | Eminem, Luis Resto(**)                                                                   | 5:36     |  |
| 12.   | «The Monster» (con Rihanna)      | Mathers, Bryan Fryzel, Aaron Kleinstub, M. Athanasiou, Robyn Fenty, Jon Bellion, Bebe Rexha | Frequency, Aalias(*)                                                                     | 4:10     |  |
| 13.   | «So Far...»                      | Mathers, Joe Walsh, Jesse Weaver | Rick Rubin                                                                               | 5:17     |  |
| 14.   | «Love Game» (con Kendrick Lamar) | Mathers, Kendrick Duckworth, Clint Ballard, Jimmie Grier, Coy Poe, Pinky Tomlin | Rick Rubin                                                                               | 4:56     |  |
| 15.   | «Headlights» (con Nate Ruess)    | Mathers, Nate Ruess, Haynie, Jeff Bhasker, Resto | Emile, Jeff Bhasker, Eminem(**)                                                          | 5:43     |  |
| 16.   | «Evil Twin»                      | Mathers, Tavish Graham, Joey Chavez, Resto | Sid Roams, Eminem(**)                                                                    | 5:56     |  |
| 78:13 |                                  | |                                                                                          |          |  |

| Call of Duty: Ghosts bonus track |                              |                         |               |          |  |
| N.º                              | Título                       | Escritor(es)            | Productor(es) | Duración |  |
| 17.                              | «Don't Front» (con Buckshot) | Mathers, Kenyatta Blake | Katalyst      | 4:44     |  |
| 82:57                            |                              |                         |               |          |  |

| Edición de lujo con disco bonus |                                           | |                                 |          |  |
| N.º                             | Título                                    | Escritor(es)                                                                                       | Productor(es)                   | Duración |  |
| 1.                              | «Baby»                                    | Mathers, Resto, Strange                                                                            | Eminem, Luis Resto(**)          | 4:23     |  |
| 2.                              | «Desperation» (featuring Jamie N Commons) | Mathers, Jamie Commons, Grant                                                                      | Alex da Kid                     | 3:56     |  |
| 3.                              | «Groundhog Day»                           | M. Mathers, Carl McCormick, Adam Feeney, T. Brenneck, J. Tankle, H. Steinweiss, D. Guy, L. Michels | Cardiak, Frank Dukes, Eminem(*) | 4:53     |  |
| 4.                              | «Beautiful Pain» (con Sia)                | Mathers, Haynie, Sia Furler, Resto                                                                 | Emile, Eminem(*)                | 4:25     |  |
| 5.                              | «Wicked Ways» (con X Ambassadors)         | Mathers, Grant, Josh Mosser                                                                        | Alex da Kid                     | 6:32     |  |
| 24:09                           |                                           | |                                 |          |  |

Notas
Lista de canciones y créditos extraídos del booklet del álbum.
- (*) indica co-productor
- (**) indica productor adicional
- "Bad Guy" con las voces de Sarah Jaffe.
- "Survival" con las voces de Liz Rodrigues.
- "Legacy" con las voces de Polina.[5]
- "Love Game" con las voces de Keira Marie.
- "The Monster" con los coros de Bebe Rexha.[5]

Acreditaciones de los samples
- "Bad Guy" contiene samples de "Hocus Pokus", interpretado por Walter Murphy; "Soana", compuesto por Gian Piero Reverberi y Laura Giordano; y "Ode to Billie Joe", interpretado por Lou Donaldson.
- "Rhyme or Reason" contiene samples de "Time of the Season", compuesto por Rod Argent e interpretado por The Zombies.
- "Berzerk" contiene samples de "The Stroke", compuesto e interpretado por Billy Squier; "Fight for Your Right", compuesto por Adam Horovitz, Adam Yauch, y Rick Rubin, e interpretado por Beastie Boys; y "Feel Me Flow", compuesto por Joseph Modeliste, Art Neville, Cyril Neville, Vincent Brown, Anthony Criss y Keir Gist, e interpretado por Naughty by Nature.
- "Rap God" contiene interpolaciones de "The Show", compuesto por Douglas Davis y Richard Walters, y "Supersonic ", compuesto por Dania Birks, Juana Burns, Jaunita Lee, Fatima Shaheed y Kim Nazel.
- "So Far..." contiene samples de "Life's Been Good", compuesto e interpretado por Joe Walsh; y "P.S.K. What Does It Mean?", interpretado por Schoolly D.[5]
- "Love Game" contiene samples de "Game of Love", compuesto por Clint Ballard, Jr., e interpretado por Wayne Fontana & The Mindbenders; con interpolaciones de "The Object of My Affection", compuesto por Jimmie Grier, Coy Poe y Pinky Tomlin.

## Posicionamiento en listas

### Semanales y mensuales
| Alemania          | German Albums Chart      | 1  |
| Australia         | Australian Albums Chart  | 1  |
| Austria           | Austrian Albums Chart    | 1  |
| Bélgica (Flandes) | Ultratop 200 Albums      | 1  |
| Bélgica (Valonia) | Ultratop 200 Albums      | 5  |
| Canadá            | Canadian Albums          | 1  |
| Dinamarca         | Danish Albums Chart      | 3  |
| Escocia           | Scottish Albums Chart    | 1  |
| España            | Spanish Albums Chart     | 1  |
| Estados Unidos    | Billboard 200            | 1  |
| Estados Unidos    | Top R&B/Hip-Hop Albums   | 1  |
| Finlandia         | Finnish Albums Chart     | 12 |
| Francia           | French Albums Chart      | 2  |
| Grecia            | IFPI Albums Sales Chart  | 1  |
| Irlanda           | Irish Albums Chart       | 1  |
| Italia            | Italian Albums Chart     | 2  |
| México            | AMPROFON                 | 1  |
| Noruega           | Norwegian Albums Chart   | 1  |
| Nueva Zelanda     | New Zealand Albums Chart | 1  |
| Países Bajos      | Dutch Albums Top 100     | 4  |
| Polonia           | Polish Albums Chart      | 2  |
| Portugal          | Portuguese Albums Chart  | 10 |
| Reino Unido       | UK Albums Chart          | 1  |
| Suecia            | Swedish Albums Chart     | 2  |
| Suiza             | Swiss Albums Chart       | 1  |